# Fontaine-la-Soret
 Fontaine-la-Soret  là một xã thuộc tỉnh Eure trong vùng Normandie miền bắc nước Pháp.